# Tour hertzienne de Villeneuve-d'Ascq
La tour hertzienne de Villeneuve-d'Ascq est une tour de télécommunication située à Villeneuve-d'Ascq dans le quartier de Flers-Bourg. Elle est parfois improprement nommée « tour de Mons » car elle est située au lieu-dit Fort de Mons.
Ce site est desservi par la station de métro Fort de Mons.

## Histoire
La construction de la tour a été terminée en 1979.

## Caractéristiques techniques
- Altitude du site : 45 m
- Hauteur de la tour : 130 m[2]
- Coordonnées géographiques : 03E07-50N38.

La tour sert d'antenne-relais de la radiodiffusion en modulation de fréquence (FM) de toutes les grandes radios nationales et locales dans tout le département du Nord dont le signal déborde jusqu'en Belgiquecomme dans certaines provinces de Wallonie, de Flandre et jusqu’à la province d'Anvers dans le nord du pays.

## Anecdote
La tour est un point de repère connu pour les habitants de l'agglomération. Elle est visible de plusieurs endroits de Lille et Roubaix, et se voit de très loin (jusqu'en Belgique).

## Liste des radios diffusées
| Radio FM  | Radio FM            | Radio FM  | Radio FM  | Radio FM |
| Fréquence | Radio               | Catégorie | Puissance | RDS (PS) |
| --------- | ------------------- | --------- | --------- | -------- |
| 89.2      | RTL2 Nord           | C         | 2000 W    | __RTL2__ |
| 92.0      | Virgin Radio Nord   | C         | 2000 W    | _VIRGIN_ |
| 92.5      | Europe 1            | E         | 2000 W    | EUROPE_1 |
| 93.0      | RTL                 | E         | 2000 W    | __RTL___ |
| 96.0      | RFM Nord            | C         | 2000 W    | __RFM___ |
| 96.4      | BFM Business        | D         | 2000 W    | __BFM___ |
| 96.8      | Fun Radio           | D         | 1000 W    | ___FUN__ |
| 97.1      | RCF Hauts de France | A         | 500 W     | RCF_NORD |
| 97.6      | Metropolys          | B         | 2000 W    | METROPOL |
| 99.8      | Mona FM             | B         | 1000 W    | MONA_FM_ |

## Téléphonie mobile
| Opérateur        | 2G  | 3G  | 4G  | FH  |
| ---------------- | --- | --- | --- | --- |
| Orange           | Oui | Oui | Oui | Non |
| SFR              | Oui | Oui | Oui | Oui |
| Bouygues Telecom | Oui | Oui | Oui | Oui |
| Free             | Non | Oui | Oui | Oui |

Source : Situation géographique du site sur cartoradio.fr (consulté le 11 avril 2017).

## Autres transmissions
- CEREMA[6] : COM MAR / AIS
- Custom Connect[7] : Faisceau hertzien
- E*Message : RMU-POCSAG
- IFW (opérateur de WiMAX) : BLR de 3 GHz
- Sysoco[8] : Faisceau hertzien
- TDF : Faisceau hertzien

Source : Situation géographique du site sur cartoradio.fr (consulté le 11 avril 2017).